# Symfonie nr. 4 (Glass)
Philip Glass voltooide zijn Symfonie nr. 4 "Heroes" in 1996. De symfonie stond eerder alleen bekend onder de titel "Heroes"-symphony en kreeg pas later het volgnummer (zoals ook de voorafgaande symfonieën). De compositie-opdracht was afkomstig van het American Composers Orchestra. De symfonie sluit de Bowie-trilogie af (Lodger werd symfonie nr. 12).
Binnen de popmuziek komt het af en toe voor dat de musici leentjebuur spelen van de klassieke muziek, andersom komt minder vaak voor. Glass deed het al in zijn eerste symfonie, Low Symphony door muziek te gebruiken van David Bowie en Brian Eno. Met zijn vierde symfonie deed hij dat nog een keer, dit keer van het album "Heroes". Naast concertrepertoire schreef Glass ook muziek voor balletuitvoeringen en ontmoette eerder choreografe Twyla Tharp. Die wilde ook een nieuw werk, maar daar had Glass geen tijd voor. Hij combineerde beide verzoeken en kwam met een “balletsymfonie”. Glass moest de symfoniestructuur enigszins loslaten vanwege het ballet, zij kunnen niet 15 minuten achtereen dansen, vandaar dat de delen wat korter zijn dan gebruikelijk; Glass zei wel, dat aan de volgorde niet getornd kan worden, vanwege het symfoniekarakter. De eerste uitvoering was op 20 september 1996 door Tharp!.

## Delen
De symfonie annex balletmuziek bestaat uit zes delen:
1. Heroes
2. Abdulmajid
3. Sense of doubt
4. Sons of the silent age
5. Neuköln
6. V-2 Schneider

Bij de symfonie duurt het iets langer om de muziek van Glass te herkennen, maar ook de muziek van Bowie en Eno zit goed verstopt. Heroes, bekend van de single heeft een drive die ook in het eerste deel zit. De stem van Bowie wordt vertolkt door de trompetten, maar komt nauwelijks boven de muziek uit. Deel twee heeft een exotisch ritme en een uitheemse toonladder als basis, zoals de titel al doet vermoeden. Deel 3 gaat zonder pauze over in deel 4. Echt Glass is pas te horen in deel 6 met de oneindige akkoordenreeksen en de neerdalende notenreeks van het midden- naar het basregister. Abdulmajid kwam niet voor op de originele elpee, maar werd als bonustrack toegevoegd op de 1991-compact discversie.

## Orkestratie
- 2 dwarsfluiten, 1 piccolo, 2 hobo’s, 2 klarinetten, 1 basklarinet, 2 fagotten;
- 3 hoorns, 3 trompetten, 2 trombones, 1 bastrombone, 1 tuba
- 3 man / vrouw percussie voor kleine trom, tenor drum, grote trom, tamboerijn, bekkens , triangel, vibrafoon, tamtam, castagnettes, en glockenspiel, harp, piano, celesta
- violen, altviolen, celli, contrabassen

## Discografie
- Uitgave Point Music: American Composers Orchestra o.l.v. Dennis Russell Davies, een opname uit 1996; het volgnummer ontbreekt
- Uitgave Naxos: Bournemouth Symphony Orchestra o.l.v. Marin Alsop; opname uit 2006; het volgnummer is de aanduiding geworden.